# 陳麗怡
陳 麗怡（チン レイイ、ラテン文字翻記：Chen Liyi、女性、1989年4月27日 - ）は、中華人民共和国・天津市出身のバレーボール選手。バレーボール中国代表である。

## 来歴
2010年、バレーボール中国代表に初選出される。同年6月のモントルーバレーマスターズでは優勝を果たし、自身もベストサーバー賞を受賞した。ワールドグランプリではレギュラーとして活躍し、アジアカップでは金メダルを獲得した。
2011年11月に日本で開催されたワールドカップに出場し、銅メダルを獲得した。翌年のロンドン五輪のメンバーからは外れた。2014年4月にタイで行われたアジアクラブ選手権でベストアウトサイドヒッターに選ばれた。

## 球歴
- 世界選手権 - 2010年
- ワールドカップ - 2011年（3位）
- アジア選手権 - 2011年（優勝）
- ワールドグランプリ - 2010年（4位）

## 受賞歴
- 2010年 - モントルーバレーマスターズ　ベストサーバー賞
- 2014年 - アジアクラブ選手権　ベストアウトサイドヒッター

## 所属クラブ
- 渤海銀行